# 谢尔米尼亚克
谢尔米尼亚克（法語：Chermignac，法語發音：[ʃɛʁmiɲak]）是法国滨海夏朗德省的一个市镇，位于该省中南部，属于桑特区。

## 地理
谢尔米尼亚克（45°41'0"N, 0°40'18"W）面积13.43 平方千米，位于法国新阿基坦大区滨海夏朗德省，该省份为法国西部滨海省份，北起旺代省，西临大西洋，南至吉倫特省，东南接多爾多涅省，东北接德塞夫勒省接壤，东临夏朗德省。
与谢尔米尼亚克接壤的市镇（或旧市镇、城区）包括：佩西讷、雷托、桑特、泰纳克。

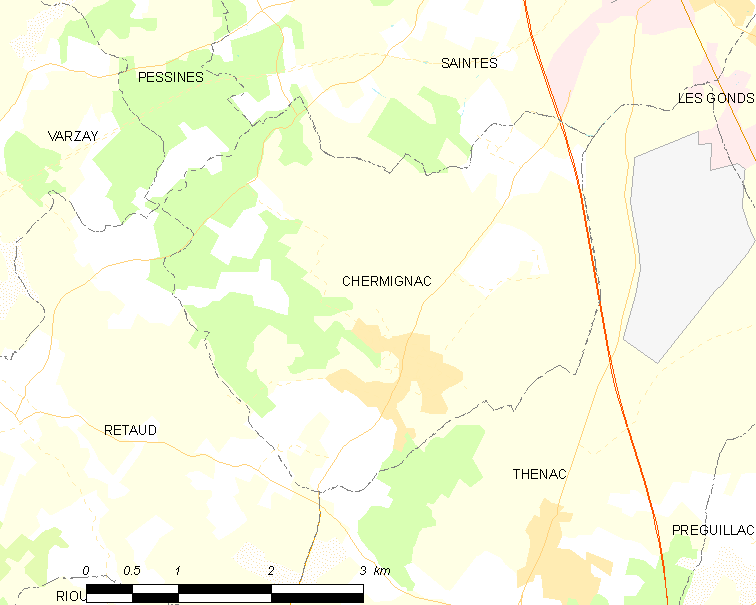
谢尔米尼亚克的OSM定位图

谢尔米尼亚克的时区为UTC+01:00、UTC+02:00（夏令时）。

## 行政
谢尔米尼亚克的邮政编码为17460，INSEE市镇编码为17102。

## 政治
谢尔米尼亚克所属的省级选区为泰纳克县。

## 人口

1962-2008年间谢尔米尼亚克人口变化图示

谢尔米尼亚克于2022年1月1日时的人口数量为1274人。